# Héctor Rossetto
Héctor Decio Rossetto (Bahía Blanca; 8 de septiembre de 1922 - Buenos Aires; 23 de enero de 2009) fue un ajedrecista argentino, gran maestro internacional y cinco veces campeón nacional.

## Carrera
Fue Maestro Internacional de Ajedrez (1950), Gran Maestro Internacional (1960) y cinco veces campeón argentino (1941, 1944, 1947, 1961 y 1972, en esta última resultó invicto). En las olimpíadas de Dubrovnik (1950), alcanzó el segundo puesto para Argentina, junto con Miguel Najdorf, Julio Bolbochán, Carlos Guimard y Herman Pilnik.
En un homenaje tras su muerte, el Maestro Internacional Alberto Foguelman contó que antes de viajar a las olimpíadas de Dubrovnik, el equipo fue recibido por Eva Perón en su despacho. La primera dama prometió al equipo ayuda económica para realizar una gira en caso de conseguir una buena colocación en Dubrovnik. Efectivamente, luego de alcanzar el segundo puesto, el equipo viajó por cuatro países, ganando todos los encuentros.
Rossetto, como miembro del equipo argentino, también resultó segundo en las olimpíadas de Helsinki (1952), detrás de Rusia. Rossetto fue medalla de oro en su tablero, con 80% de los puntos. Por tercera vez, el equipo argentino quedó segundo en Ámsterdam (1954). Estas tres olimpíadas son consideradas las mejores del ajedrez argentino. 
En el Torneo del Sesquicentenario, en 1960, Rossetto perdió las cuatro primeras rondas y ganó la quinta frente a Ivkov. Luego debía enfrentarse a Korchnoi, que esperaba ganarle sin demasiados inconvenientes a quien figuraba en uno de los últimos lugares de la tabla. Luego de una extraordinaria combinación, Korchnoi quedó perdido, pero no abandonó incluso cuando quedó con solo una torre contra la dama de Rossetto. En este torneo terminó adquiriendo el título de Gran Maestro. 
Rossetto participó de los Memoriales Capablanca, en Cuba, donde entabló relación con el Che Guevara. También jugó el Torneo de Hollywood (1945), donde compartió momentos con Humphrey Bogart, Marlene Dietrich, Carmen Miranda, entre otras personalidades.
Después de Miguel Najdorf fue el ajedrecista más ganador representando a Argentina.
Su hija es la actriz y cantante Cecilia Rossetto.

## Galería

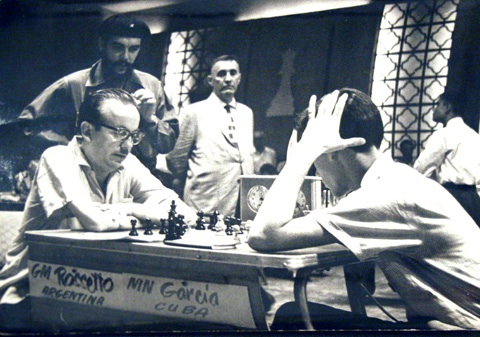
El Che Guevara observa a Rossetto durante una partida de ajedrez en Cuba.
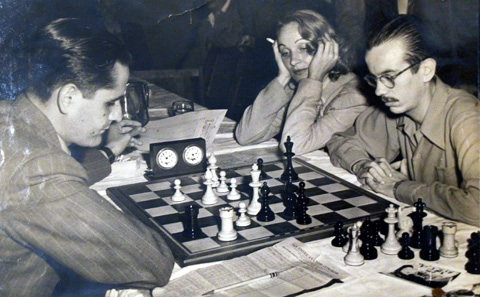
Rossetto acompañado por Marlene Dietrich.
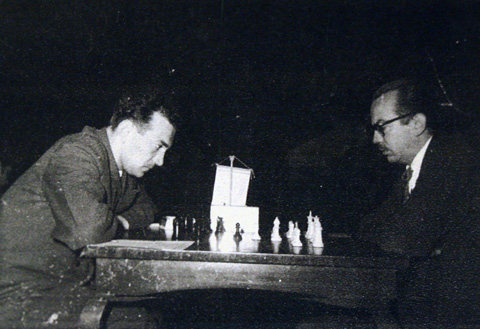
Partida de ajedrez entre Héctor Rossetto y Viktor Korchnói.